# Wapen van Rolde

Wapen van Rolde

Het wapen van Rolde bestaat uit een symbolische weergave van de vroegere rechtssituatie in Drenthe van de voormalige gemeente Rolde. De beschrijving luidt:
"In goud een paal van keel, beladen met een zwaard van zilver met gevest van goud, overtopt door een klein kruisje van zilver, en begeleid van 4 rechterhanden van keel met ieder 2 opgestoken vingers. Het schild gedekt door een gouden kroon van 3 bladeren en 2 parels en vastgehouden rechts door een Edele-Ette, de rechterhand rustend op de heup, dragende een vilthoed van bruin met band van goud en versierd met 2 struisveren van zilver, gekleed in wit satijnen wambuis met splitversiering, gepijpte kraag en lange mouwen met manchetten, alles van hetzelfde, voorts een pofbroek van bruin, gehouden door 3 bandelieren van goud, waaraan bevestigd een degen met gevest van goud en gestoken in een schede van hetzelfde; ten slotte hosen van zilver, schoenen van bruin en een mantel van sabel met een bontkraag van bruin; links gehouden door een boer-Ette, dragende een kleine baret en een wambuis met korte pofmouwen, beide van sabel, een hemd met gepijpte kraag en lange mouwen met manchetten, alles van zilver, zogenaamde Spaense Bocxen, hosen en schoenen, alles van sabel, en houdend in de omlaaggehouden linkerhand een schriftrol van zilver; het geheel geplaatst op een arabesk."

## Geschiedenis

Uitvoering van 1922

Het eerste wapen werd aan Rolde verleend op 28 november 1922 volgens onderstaande beschrijving:
"In goud een paal van keel, beladen met een zilveren zwaard met gouden gevest en een klein zilveren kruisje daarboven, en begeleid van vier rechterhanden van keel met twee opgestoken vingers."
In 1950 werd het wapen aangepast, voorzien van schildhouders en een kroon. De uitgebreide beschrijving van het wapen komt voort uit de opvattingen tijdens de aanvraag van het wapen van de vroegere rechtssituatie in Drenthe. Het zwaard en kruisje zijn symbolen van het recht. De vier eedafleggende handen staan symbool voor de vier afgevaardigden die Rolde naar de rechtszittingen van de Etstoel mocht brengen. Daarvan waren er twee afkomstig uit de ridderschap, twee uit de eigengeërfden. Zij kwamen samen met vertegenwoordigers van vijf andere dingspellen in Rolde. Op 6 december 1950 werd het wapen verleend aan de gemeente. In 1998 werd de gemeente opgeheven en toegevoegd aan de nieuwe gemeente Aa en Hunze. Er werden geen elementen van Rolde overgenomen in het wapen van Aa en Hunze.
Anloo
· Beilen
· Borger
· Dalen
· Diever
· Dwingeloo
· Eelde
· Gasselte
· Gieten
· Havelte
· Nijeveen
· Norg
· Odoorn
· Oosterhesselen
· Peize
· Roden
· Rolde
· Ruinen
· Ruinerwold
· Schoonebeek
· Sleen
· Smilde
· Vledder
· Vries
· Westerbork
· De Wijk
· Zuidlaren
· Zuidwolde
· Zweeloo

Dorpswapens:
Hollandscheveld
· Wapse
· Zorgvlied